# Зіткнення в аеропорту Ханеда
35°32′30″ пн. ш. 139°48′13″ сх. д. / 35.541666666667° пн. ш. 139.80361111111° сх. д.
2 січня 2024 року приблизно о 17:47 за місцевим часом сталося зіткнення на злітно-посадковій смузі літаків Airbus A350-900 рейсу 516 авіакомпанії Japan Airlines та літака De Havilland Canada Dash 8, що експлуатувався береговою охороною Японії. Рейс 516 виконував регулярний внутрішній пасажирський рейс з аеропорту Тітосе поблизу Саппоро (Японія) до аеропорту Ханеда в Токіо. Під час посадки рейсу 516 в аеропорту Ханеда два літаки зіткнулися, і рейс 516 загорівся. У результаті зіткнення загинули п'ять із шести членів екіпажу на борту Dash 8, але всі 367 пасажирів і 12 членів екіпажу були евакуйовані з літака A350 без втрат.
Обидва літаки були знищені вогнем після катастрофи, що стало першим серйозним інцидентом, пов'язаним з A350, і першою втратою корпусу літака цього типу з моменту його введення в експлуатацію 2015 року, а також першою випадковою втратою корпусу суцільнокомпозитного літака. Це була перша аварія зі смертельним наслідком і перша втрата корпусу літака Japan Airlines з моменту катастрофи рейсу 123 1985 року.

## Зіткнення
Рейс 516 авіакомпанії Japan Airlines вилетів з аеропорту Тітосе о 16:27 на шляху до аеропорту Ханеда. Попри те, що рейс мав приземлитися після настання темряви, погодні умови в Ханеді були нічим не примітними: легкий вітер зі змінними поривами, видимість понад 10 км, нечисленні хмари на висоті 610 м і розсіяний хмарний шар на висоті 2700 м.
Приблизно о 17:47 під час посадки в аеропорту Ханеда на злітно-посадкову смугу 34R рейс 516 зіткнувся з літаком берегової охорони Японії DHC-8-315 Dash 8. На відеозаписах з камер спостереження видно, що з літаків вирвалася вогняна куля, літак Japan Airlines залишив за собою вогняний слід, коли рухався по злітно-посадковій смузі, а в його салоні з'явився дим. Пожежні служби прибули на місце події приблизно за три хвилини, на місці працювало близько 100 пожежних машин.
Усі 367 пасажирів і 12 членів екіпажу рейсу 516 авіакомпанії Japan Airlines покинули борт літака через три з восьми евакуаційних трапів. Серед тих, хто перебував на борту, було восьмеро дітей. 14 людей на борту отримали незначні травми. Було помічено, що ніхто не виходив з ручною поклажею, що сприяло більш плавній евакуації з літака.
За даними пожежної служби Токіо, пожежа була в основному ліквідована незабаром після опівночі.
Літак берегової охорони Японії з шістьма членами екіпажу готувався до відправлення вантажу на авіабазу в Ніїґаті у відповідь на землетрус, що стався напередодні в Японському морі. Це був один з чотирьох літаків, направлених урядом для надання допомоги постраждалим районам. Капітан літака вижив, отримавши серйозні травми, а п'ятеро інших членів екіпажу загинули, як підтвердила пожежна служба Токіо. Зіткнення і подальша пожежа були зафіксовані камерами відеоспостереження.

## Літаки
Літак авіакомпанії Japan Airlines, що потрапив у катастрофу, — Airbus A350-941, зареєстрований як JA13XJ з заводським серійним номером 538. На момент зіткнення літака було близько двох років, він здійснив свій перший політ 20 вересня 2021 року і був переданий авіакомпанії Japan Airlines 10 листопада того ж року.
Літак Берегової охорони — De Havilland Canada Dash 8-300, зареєстрований як JA722A з заводським серійним номером 656. Літаку було близько 16 років, він здійснив свій перший політ у листопаді 2007 року і був переданий Управлінню морської безпеки Японії в березні 2009 року. Цей літак був пошкоджений під час землетрусу і цунамі 2011 року, коли він стояв на стоянці в аеропорту Сендай, і був єдиним пошкодженим там літаком, який вдалося відремонтувати після катастрофи.

## Наслідки
Хоча всі пасажири й члени екіпажу Airbus A350 були евакуйовані з незначними травмами, літак отримав пошкодження, що не підлягають відновленню. Літак, що слідував одразу за рейсом 516 — JAL166, Boeing 737-800, який наближався до злітно-посадкової смуги 34R, — перервав захід на посадку на висоті 351 метр, перш ніж повернувся до аеропорту Наріта. На зліт також чекали кілька рейсів; більшість із них повернулися до термінала після закриття злітно-посадкових смуг.
Інцидент стався в той час, коли мільйони людей подорожували на новорічні свята, один із найжвавіших періодів подорожей у році. Усі злітно-посадкові смуги аеропорту Ханеда були тимчасово закриті після катастрофи, і багато рейсів були перенаправлені в сусідній міжнародний аеропорт Наріта, а також у міжнародний аеропорт Нагоя-Тюбу і міжнародний аеропорт Кансай. Інші рейси були скасовані в результаті катастрофи, а авіакомпанія All Nippon Airways зареєструвала 112 скасованих внутрішніх рейсів лише до кінця дня. Близько 21:30 три злітно-посадкові смуги аеропорту Ханеда, що залишилися, були знову відкриті згідно з повідомленням Міністерства землі, інфраструктури, транспорту і туризму.
Уряд Японії створив офіс інформаційного зв'язку в Центрі управління кризовими ситуаціями в Офісі прем'єр-міністра. Рада з безпеки на транспорті Японії оголосила, що офіційне розслідування розпочнеться 3 січня 2024 року.

## Реакція
Прем'єр-міністр Японії Фуміо Кісіда висловив свої співчуття загиблим, посилаючись на їхню службу допомоги жертвам землетрусу в Японському морі.
IATA опублікувала повідомлення в соціальній мережі X (раніше Twitter), у якому висловила свої співчуття пасажирам і екіпажу рейсів JAL516 і JA722A. Вона також висловила свої співчуття з приводу землетрусу в Японському морі.
Airbus опублікував заяву, у якій підтвердив, що перебуває на зв'язку з Japan Airlines і повідомить подальші подробиці, коли вони стануть доступними.
Авіакомпанія Japan Airlines опублікувала заяву, в якій підтвердила події зіткнення літаків на злітно-посадковій смузі та надіслала співчуття сім'ям і друзям п'ятьох загиблих. Вона також попросила вибачення за незручності й страждання, завдані пасажирам, друзям, сім'ям і всім, хто постраждав від інциденту, і запевнили, що будуть співпрацювати зі слідством.

## Розслідування
Бюро з розслідування та аналізу безпеки цивільної авіації (BEA) оголосило у Twitter, що співпрацюватиме з Airbus під час розслідування.
Після зіткнення Міністерство землі, інфраструктури, транспорту і туризму оголосило, що перед аварією авіадиспетчери дали дозвіл на посадку літака Japan Airlines на злітно-посадкову смугу 34R, а літаку берегової охорони було наказано триматися ближче до злітно-посадкової смуги й залишатися на рульовій доріжці.